# Lacul Chagan
Lacul Chagan (sau Lacul Balapan), situat în Provincia Kazahstanul de Est, este un lac creat de testul nuclear Chagan efectuat pe 15 ianuarie 1965, în zona poligonului Semipalatinsk, ca parte a programului sovietic nr. 7, numit „Explozii nucleare pentru economia națională”. Scopul acestei explozii, la fel ca multe altele ale programului, a fost de a crea rezervoare de apă artificiale. Apa lacului provine din râul Chagan (de unde își are și numele), afluent al râului Irtîș, și este încă de 100 de ori mai radioactivă relativ la nivelul permis în apa de băut. Totuși, doza este suficient de mică pentru a permite înotul și a nu cauza probleme pe termen lung. Adesea menționat ca „Lacul Atomic”, volumul craterului lacului este de aproximativ 100.000 m³.